# Zumrad (cràter)
Zumrad és un cràter d'impacte en el planeta Venus de 12,9 km de diàmetre. Porta el nom d'un antropònim uzbek, i el seu nom va ser aprovat per la Unió Astronòmica Internacional el 1997.